# Ipomoea cubensis
Ipomoea cubensis är en vindeväxtart som först beskrevs av Homer Doliver House, och fick sitt nu gällande namn av Urban. Ipomoea cubensis ingår i släktet praktvindor, och familjen vindeväxter. Inga underarter finns listade i Catalogue of Life.